# Puchar Świata w skokach narciarskich w Krasnej Polanie
Zawody Pucharu Świata w skokach narciarskich na Krasnej Polanie – zawody w skokach narciarskich, przeprowadzane w ramach Pucharu Świata w skokach narciarskich od sezonu 2012/2013. Areną zmagań jest skocznia Russkije Gorki na Krasnej Polanie.
Dotychczas na skoczni w Krasnej Polanie zostały rozegrane 2 konkursy, w dniach 8-9 grudnia 2012 roku, w ramach próby przedolimpijskiej.

## Podium poszczególnych konkursów PŚ w Krasnej Polanie
| Lp | Data           | Skocznia       | HS    | Uwagi | 1. miejsce            | 2. miejsce      | 3. miejsce        |
| -- | -------------- | -------------- | ----- | ----- | --------------------- | --------------- | ----------------- |
| 1. | 8 grudnia 2012 | Russkije Gorki | HS106 | nocny | Gregor Schlierenzauer | Severin Freund  | Andreas Kofler    |
| 2. | 9 grudnia 2012 | Russkije Gorki | HS106 | —     | Andreas Kofler        | Richard Freitag | Andreas Wellinger |